# Helena Maria de Jesus (Ilhoa)
Helena Maria de Jesus (Horta, batizada a 15 de janeiro de 1710 - Prados, 29 de março 1771) foi uma das célebres Três Ilhoas, três irmãs açorianas que imigraram para o Brasil por volta de 1723, tornando-se tronco de diversas famílias no país.

## Biografia
As Três Ilhoas, citadas em muitas histórias familiares, foram formalmente identificadas pelo trabalho do genealogista de Ouro Fino, José Guimarães como:

- Antônia da Graça, que deu origem, dentre outros, aos: Junqueiras e Meireles;
- Júlia Maria da Caridade que deu origem, dentre outros, aos: Garcias, Carvalhos, Vilelas, Reis, e Figueiredos
- Helena Maria de Jesus que deu origem aos Resendes.

A genealogista Marta Amato defende a tese de que tenham vindo com destino certo, tendo aqui encontrado Diogo Garcia, conterrâneo e aparentado, por ter uma sobrinha, Ana Maria Silveira, casada com Antônio Nunes, irmão das "Três Ilhoas". Helena Maria de Jesus casou-se, a 13 de outubro de 1726, em Prados, com João de Resende Costa,  natural da Vila do Porto, filho de Manuel de Resende e de Ana da Costa. O casal foi morador no local dito "Carandaí", na freguesia de Prados, sendo que a mãe de Helena, Maria Nunes, pasou a morar com eles, após o casamento. 
João de Resende Costa e Helena Maria de Jesus tiveram quinze filhos:
- Padre João de Resende Costa batizado a 2 de novembro de 1727
- Maria Helena de Jesus  batizada a 17 de abril de 1729
- Capitão José de Resende Costa batizado a 13 de junho de 1730, participou da Inconfidência Mineira
- Capitão Antônio Nunes de Resende, batizado a 13 de novembro de 1731
- Julião de Resende Costa batizado a 3 de agosto de 1733, falecido a 23 de abril de 1738
- Ana Maria de São Joaquim batizada a 7 de outubro de 1734 (Casada com Capitão Manoel da Mota Botelho, pais de Ana Joaquina de Resende casada com Antônio Machado de Miranda pais de Joaquina Flávia de Resende casada com Alferes Francisco Gomes Pinheiro, filho do ilustre Capitão Manoel Gomes Pinheiro).
- Manuel da Costa Resende batizado a 9 de abril de 1736
- Padre Gabriel da Costa Resende batizado a 27 de janeiro de 1738
- Helena Maria de Resende batizada a 18 de agosto de 1739
- Teresa Maria de Jesus batizada a 16 de agosto de 1741
- Josefa Maria de Resende batizada a 17 de abril de 1743
- Tenente Julião da Costa Resende nascido em 1744
- Gonçalo Resende batizado em 11 de janeiro de 1745
- Joaquim José de Resende batizado a 17 de abril de 1747
- Ana Joaquina de Resende batizada a 17 de fevereiro de 1749